# Eumetula arctica
Eumetula arctica is een slakkensoort uit de familie van de Newtoniellidae. De wetenschappelijke naam van de soort is voor het eerst geldig gepubliceerd in 1857 door Mörch.